# Valverde de la Virgen
Valverde de la Virgen es un municipio y lugar español de la provincia de León, en la comunidad autónoma de Castilla y León. Cuenta con una población de 7806 habitantes (INE 2024).
Situado en la confluencia del arroyo de las Raposeras y el arroyo de la Oncina, afluente, este último, del río Esla. Se encuentra en el alfoz de la capital provincial, León, a unos 18 km de esta.
Los terrenos de Valverde de la Virgen limitan con los de Montejos del Camino al norte, Aeródromo Militar de León y La Virgen del Camino al este, Fresno del Camino y La Aldea de la Valdoncina al sureste, Robledo de la Valdoncina y San Miguel del Camino al suroeste y Velilla de la Reina y Villanueva de Carrizo al oeste.

## Geografía

### Clima
El clima de Valverde de la Virgen es oceánico mediterráneo de tipo Csb de acuerdo a la clasificación climática de Köppen.
| Parámetros climáticos promedio de Observatorio del Aeropuerto de León (municipio de Valverde de la Virgen) (912 m s. n. m.) (periodo de referencia: 1991-2020, extremos: 1938-actualidad) | Parámetros climáticos promedio de Observatorio del Aeropuerto de León (municipio de Valverde de la Virgen) (912 m s. n. m.) (periodo de referencia: 1991-2020, extremos: 1938-actualidad) | Parámetros climáticos promedio de Observatorio del Aeropuerto de León (municipio de Valverde de la Virgen) (912 m s. n. m.) (periodo de referencia: 1991-2020, extremos: 1938-actualidad) | Parámetros climáticos promedio de Observatorio del Aeropuerto de León (municipio de Valverde de la Virgen) (912 m s. n. m.) (periodo de referencia: 1991-2020, extremos: 1938-actualidad) | Parámetros climáticos promedio de Observatorio del Aeropuerto de León (municipio de Valverde de la Virgen) (912 m s. n. m.) (periodo de referencia: 1991-2020, extremos: 1938-actualidad) | Parámetros climáticos promedio de Observatorio del Aeropuerto de León (municipio de Valverde de la Virgen) (912 m s. n. m.) (periodo de referencia: 1991-2020, extremos: 1938-actualidad) | Parámetros climáticos promedio de Observatorio del Aeropuerto de León (municipio de Valverde de la Virgen) (912 m s. n. m.) (periodo de referencia: 1991-2020, extremos: 1938-actualidad) | Parámetros climáticos promedio de Observatorio del Aeropuerto de León (municipio de Valverde de la Virgen) (912 m s. n. m.) (periodo de referencia: 1991-2020, extremos: 1938-actualidad) | Parámetros climáticos promedio de Observatorio del Aeropuerto de León (municipio de Valverde de la Virgen) (912 m s. n. m.) (periodo de referencia: 1991-2020, extremos: 1938-actualidad) | Parámetros climáticos promedio de Observatorio del Aeropuerto de León (municipio de Valverde de la Virgen) (912 m s. n. m.) (periodo de referencia: 1991-2020, extremos: 1938-actualidad) | Parámetros climáticos promedio de Observatorio del Aeropuerto de León (municipio de Valverde de la Virgen) (912 m s. n. m.) (periodo de referencia: 1991-2020, extremos: 1938-actualidad) | Parámetros climáticos promedio de Observatorio del Aeropuerto de León (municipio de Valverde de la Virgen) (912 m s. n. m.) (periodo de referencia: 1991-2020, extremos: 1938-actualidad) | Parámetros climáticos promedio de Observatorio del Aeropuerto de León (municipio de Valverde de la Virgen) (912 m s. n. m.) (periodo de referencia: 1991-2020, extremos: 1938-actualidad) | Parámetros climáticos promedio de Observatorio del Aeropuerto de León (municipio de Valverde de la Virgen) (912 m s. n. m.) (periodo de referencia: 1991-2020, extremos: 1938-actualidad) |
| Mes | Ene. | Feb. | Mar. | Abr. | May. | Jun. | Jul. | Ago. | Sep. | Oct. | Nov. | Dic. | Anual |
| --- | --- | --- | --- | --- | --- | --- | --- | --- | --- | --- | --- | --- | --- |
| Temp. máx. abs. (°C) | 21.0 | 20.9 | 25.5 | 29.2 | 31.9 | 36.5 | 38.2 | 38.2 | 37.4 | 30.5 | 23.4 | 19.0 | 38.2 |
| Temp. máx. media (°C) | 7.3 | 9.7 | 13.3 | 15.3 | 19.3 | 24.3 | 27.4 | 27.1 | 22.9 | 17.1 | 11.2 | 8.2 | 16.9 |
| Temp. media (°C) | 3.3 | 4.7 | 7.6 | 9.5 | 13.0 | 17.3 | 19.8 | 19.7 | 16.3 | 11.9 | 6.9 | 4.2 | 11.2 |
| Temp. mín. media (°C) | -0.7 | -0.3 | 1.9 | 3.7 | 6.8 | 10.2 | 12.2 | 12.3 | 9.8 | 6.7 | 2.7 | 0.2 | 5.5 |
| Temp. mín. abs. (°C) | -17.4 | -14.4 | -11.2 | -6.1 | -4.0 | 0.0 | 3.0 | 2.6 | 0.0 | -3.4 | -7.2 | -15.4 | -17.4 |
| Precipitación total (mm) | 51 | 32 | 39 | 47 | 55 | 29 | 18 | 20 | 32 | 62 | 53 | 57 | 496 |
| Días de precipitaciones (≥ 1 mm) | 8.3 | 5.7 | 6.7 | 7.9 | 8.2 | 4.3 | 2.8 | 2.7 | 4.5 | 8.2 | 7.9 | 7.7 | 74.9 |
| Días de nevadas (≥ 0.01 mm) | 4.2 | 3.5 | 2.0 | 0.6 | 0.1 | 0.0 | 0.0 | 0.0 | 0.0 | 0.1 | 0.7 | 1.8 | 12.9 |
| Horas de sol | 130 | 172 | 217 | 234 | 276 | 321 | 363 | 332 | 258 | 186 | 141 | 124 | 2740 |
| Humedad relativa (%) | 82 | 72 | 66 | 64 | 60 | 54 | 50 | 51 | 60 | 72 | 80 | 83 | 66 |
| Fuente: Agencia Estatal de Meteorología | | | | | | | | | | | | | |

## Historia
Perteneció a la antigua Hermandad de Valdoncina.
Hasta la reforma de la nomenclatura municipal del 2 de julio de 1916 el municipio se llamaba Valverde del Camino. En dicha fecha su nombre fue modificado por el de Valverde de la Virgen.

## Demografía
Cuenta con una población de 7806 habitantes (INE 2024).
| Gráfica de evolución demográfica de Valverde de la Virgen entre 1857 y 2021 |
| |
| Población de derecho según los censos de población del INE. Población de hecho según los censos de población del INE. En 1857 aparece este municipio porque se segrega de Santovenia de la Valdoncina. |

## Administración y política
| Partido político                         | 2015  | 2015       | 2015 |
| Partido político                         | %     | Concejales |      |
| Partido Popular (PP)                     | 46,56 | 7          |      |
| Partido Socialista Obrero Español (PSOE) | 20,01 | 3          |      |
| Ciudadanos (Cs)                          | 13,42 | 2          |      |
| Unión del Pueblo Leonés (UPL)            | 10,88 | 1          |      |

## Ciudades hermanadas
El municipio de Valverde de la Virgen participa en la iniciativa de hermanamiento de ciudades promovida, entre otras instituciones, por la Unión Europea. A partir de esta iniciativa se han establecido lazos con la siguiente localidad:
| Ciudades hermanadas |                     |                        |        |                                                                                                 |        |
| País                | Ciudad              | Fecha de hermanamiento | Escudo | Web de la ciudad                                                                                | Imagen |
| Francia             | Aulnay-de-Saintonge | 2013                   |        | Canton d'Aulnay de Saintonge Archivado el 8 de febrero de 2014 en Wayback Machine. (en francés) |        |